# Campeonato Mundial de Hóquei de rua
O Campeonato Mundial de Hóquei de rua é uma competição de hóquei de rua organizada pela Federação Internacional de Hóquei de rua (ISBHF) a cada dois anos. O torneio começou a ser disputado em 1996.

## Torneio masculino
| Ano           | Sede             |                  | Final  | Final            | Final            |        | Disputa do 3º lugar | Disputa do 3º lugar | Disputa do 3º lugar |
| Ano           | Sede             | Vencedor         | Placar | Vice-campeão     | 3º lugar         | Placar | 4º lugar            |                     |                     |
| 1996 Detalhes | Eslováquia       | Canadá           | 5 : 2  | República Tcheca | Eslováquia       | 5 : 1  | Alemanha            |                     |                     |
| 1998 Detalhes | República Tcheca | República Tcheca | 3 : 1  | Eslováquia       | Canadá           | 7 : 0  | Estados Unidos      |                     |                     |
| 1999 Detalhes | Eslováquia       | Eslováquia       | 3 : 2  | Canadá           | República Tcheca | 7 : 0  | Suíça               |                     |                     |
| 2001 Detalhes | Canadá           | Canadá           | 4 : 3  | República Tcheca | Eslováquia       | 4 : 0  | Suíça               |                     |                     |
| 2003 Detalhes | Suíça            | Canadá           | 6 : 1  | República Tcheca | Eslováquia       | 5 : 1  | Itália              |                     |                     |
| 2005 Detalhes | USA              | Canadá           | 5 : 1  | Eslováquia       | Itália           | 6 : 1  | Portugal            |                     |                     |
| 2007 Detalhes | Alemanha         | Canadá           | 5 : 0  | República Tcheca | Eslováquia       | 6 : 0  | Itália              |                     |                     |
| 2009 Detalhes | República Tcheca | República Tcheca | 4 : 3  | Índia            | Eslováquia       | 5 : 2  | Estados Unidos      |                     |                     |
| 2011 Detalhes | Eslováquia       | República Tcheca | 3 : 1  | Canadá           | Eslováquia       | 7 : 2  | Estados Unidos      |                     |                     |
| 2013 Detalhes | Canadá           | Eslováquia       | 2 : 1  | República Tcheca | Canadá           | 7 : 3  | Portugal            |                     |                     |
| 2015 Detalhes | Suíca            | Eslováquia       | 4 : 3  | Estados Unidos   | República Tcheca | 6 : 1  | Grécia              |                     |                     |
| 2017 Detalhes | Canadá           | Eslováquia       | 6 : 4  | Canadá           | República Tcheca | 4 : 3  | Grécia              |                     |                     |

### Conquistas por país
| Ordem | País             | Medalha de ouro | Medalha de prata | Medalha de bronze |    |
| ----- | ---------------- | --------------- | ---------------- | ----------------- | -- |
| 1     | Canadá           | 5               | 2                | 2                 | 9  |
| 2     | República Tcheca | 3               | 5                | 2                 | 10 |
| 3     | Eslováquia       | 3               | 2                | 6                 | 11 |
| 4     | Índia            | 0               | 1                | 0                 | 1  |
| 4     | Estados Unidos   | 0               | 1                | 0                 | 1  |
| 5     | Itália           | 0               | 0                | 1                 | 1  |